# Tipo de letra monoespaciado

Comparison between variable-width fonts and monospaced fonts

Courier es un tipo de letra monoespaciado popular.

Un tipo de letra monoespaciado es aquel en el que sus letras y caracteres ocupan exactamente la misma cantidad de espacio horizontal. Esto es diferente de los tipos de anchura variable, donde las letras difieren en tamaño unas de otras.
Los primeros tipos de letra monoespaciados fueron diseñados para las máquinas de escribir, que se movían la misma distancia hacia delante con cada pulsación de tecla.

## Usos

### En informática
Los tipos de letra monoespaciados eran utilizados en computadoras antiguas y terminales, que por lo general tenían capacidades gráficas muy limitadas. La implementación de hardware se simplificó utilizando un modo texto, en el cual la pantalla estaba compuesta de una cuadrícula, en donde cada celda podía ser ocupada por un carácter.
En las computadoras modernas, los tipos de letra monoespaciados son utilizados en su mayoría en editores de texto e IDE. Esto aumenta la legibilidad del código fuente, en el que es importante diferenciar entre símbolos individuales. Los tipos de letra monoespaciados también se utilizan en emuladores de terminal, para tabular datos en documentos de texto plano, y para crear arte ASCII.

### En biología
Los tipos de letra monoespaciados se utilizan generalmente para mostrar secuencias de ácidos nucleicos y proteínas, debido a que así se asegura que todos los caracteres que representan a los nucleótidos o aminoácidos ocupan el mismo espacio, y se facilita el comparar varias secuencias visualmente.